# Барнс, Майкл
Майкл Барнс (англ. Michael Barnes) — государственный и политический деятель Соединённых Штатов Америки. Член Демократической партии США, в 2014 году являлся мэром Шарлотта.

## Биография
В 2010-х годах Майкл Барнс проходил государственную службу в Городском совете Шарлотта, а 26 марта 2014 года начал исполнять обязанности мэра Шарлотта после отставки Патрика Кэннона, который был арестован по обвинению в коррупции. Городскому совету Шарлотта требовалось назначить мэра для выполнения оставшейся части срока Патрика Кэннона (до декабря 2015 года), Майкл Барнс тоже претендовал на эту должность. 9 апреля 2014 года Городской совет проголосовал за назначение Дэна Клодфелтера на  должность мэра Шарлотта. В настоящее время Майкл Барнс работает адвокатом по дорожно-транспортным происшествиям в Шарлотте.